# Stefan Prein
Stefan Prein (Wuppertal, 27 de octubre de 1965) es un expiloto de motociclismo alemán. Tuvo su mejor temporada en 1990 cuando ganó el Gran Premio de Yugoslavia de 1990 de 125cc y acabó tercer en la clasificación general, por detrás de Loris Capirossi y Hans Spaan.

## Resultados en el Campeonato del Mundo
Sistema de puntuación desde 1969 hasta 1987:
| Posición | 1.º | 2.º | 3.º | 4.º | 5.º | 6.º | 7.º | 8.º | 9.º | 10.º |
| Puntos   | 15  | 12  | 10  | 8   | 6   | 5   | 4   | 3   | 2   | 1    |

Sistema de puntuación desde 1988 hasta 1991:
| Posición | 1.º | 2.º | 3.º | 4.º | 5.º | 6.º | 7.º | 8.º | 9.º | 10.º | 11.º | 12.º | 13.º | 14.º | 15.º |
| Puntos   | 20  | 17  | 15  | 13  | 11  | 10  | 9   | 8   | 7   | 6    | 5    | 4    | 3    | 2    | 1    |

Sistema de puntuación en 1992:
| Posición | 1.º | 2.º | 3.º | 4.º | 5.º | 6.º | 7.º | 8.º | 9.º | 10.º |
| Puntos   | 20  | 15  | 12  | 10  | 8   | 6   | 4   | 3   | 2   | 1    |

Sistema de puntuación de 1993 hasta 2022:
| Posición | 1.º | 2.º | 3.º | 4.º | 5.º | 6.º | 7.º | 8.º | 9.º | 10.º | 11.º | 12.º | 13.º | 14.º | 15.º |
| Puntos   | 25  | 20  | 16  | 13  | 11  | 10  | 9   | 8   | 7   | 6    | 5    | 4    | 3    | 2    | 1    |

### Carreras por año
| Año  | Cat.  | Moto           | 1       | 2       | 3       | 4       | 5       | 6       | 7       | 8       | 9       | 10      | 11      | 12      | 13      | 14     | 15      | Pts. | Pos. |
| ---- | ----- | -------------- | ------- | ------- | ------- | ------- | ------- | ------- | ------- | ------- | ------- | ------- | ------- | ------- | ------- | ------ | ------- | ---- | ---- |
| 1985 | 80cc  | HuVo-Casal     |         | ESP -   | GER 5   | NAT -   | AUT -   | YUG -   | NED 15  |         | FRA -   |         |         | RSM -   |         |        |         | 6    | 14.º |
| 1986 | 80cc  | Loeffer y Huvo |         | ESP -   | NAC -   | ALE DNQ |         | YUG -   | NED 21  |         |         | GBR -   |         | RSM -   | BDN Ret |        |         | 0    | -    |
| 1986 | 125cc | MBA            |         | ESP -   | NAC -   | ALE -   | AUT -   |         | NED -   | BEL -   | FRA -   | GBR -   | SWE -   | RSM -   | BDN Ret |        |         | 0    | -    |
| 1987 | 80cc  | Casal          |         | SPA -   | GER Ret | NAT -   | AUT -   | YUG -   | NED 13  |         | GBR -   |         | CZE -   | RSM -   | POR -   |        |         | 0    | -    |
| 1988 | 125cc | Honda          |         |         | ESP 13  |         | NAT 11  | GER Ret | AUT 3   | NED 6   | BEL Ret | YUG 5   | FRA Ret | GBR Ret | SWE 10  | CZE 7  |         | 59   | 8.º  |
| 1989 | 125cc | Aprilia        | JPN Ret | AUS 4   |         | SPA 11  | NAT 16  | GER 6   | AUT 13  |         | NED 4   | BEL 6   | FRA Ret | GBR 4   | SWE 6   | CZE 3  |         | 92   | 7.º  |
| 1990 | 125cc | Honda          | JPN 2   |         | SPA 2   | NAT Ret | GER 5   | AUT 3   | YUG 1   | NED 6   | BEL 4   | FRA 3   | GBR 5   | SWE 4   | CZE 2   | HUN 6  | AUS Ret | 169  | 3.º  |
| 1991 | 250cc | Honda          | JPN 20  | AUS Ret | USA 15  | SPA DNQ | ITA 15  | GER 10  | AUT 10  | EUR Ret | NED Ret | FRA Ret | GBR 14  | RSM 15  | CZE 11  | CZE 12 | MAL 14  | 28   | 17.º |
| 1992 | 250cc | Honda          | JPN 17  | AUS 18  | MAL 15  | SPA 9   | ITA 17  | EUR 17  | GER Ret | NED Ret | HUN 14  | FRA Ret | GBR Ret | BRA 21  | RSA Ret |        |         | 2    | 22.º |
| 1993 | 125cc | Honda          | AUS 11  | MAL 13  | JPN 15  | SPA 15  | AUT Ret | GER -   | NED -   | EUR -   | RSM 14  | GBR 15  | CZE 10  | ITA 8   | USA 17  | FIM 5  |         | 38   | 15.º |
| 1994 | 125cc | Yamaha         | AUS 19  | MAL Ret | JPN 15  | SPA Ret | AUT 16  | GER 21  | NED Ret | ITA 16  | FRA 15  | GBR 17  | CZE 11  | USA 11  | ARG 11  | EUR 21 |         | 17   | 21.º |
| 1995 | 125cc | Yamaha y Honda | AUS 18  | MAL 14  | JPN Ret | ESP -   | GER Ret | ITA 17  | NED 19  | FRA Ret | GBR -   | CZE Ret | BRA 14  | ARG 17  | EUR 15  |        |         | 4    | 29.º |

| Color     | Resultado                                                               |
| --------- | ----------------------------------------------------------------------- |
| Oro       | Ganador                                                                 |
| Plata     | 2.ª plaza                                                               |
| Bronce    | 3.ª plaza                                                               |
| Verde     | Finalizó en los puntos                                                  |
| Azul      | Finalizó sin puntos                                                     |
| Azul      | NC - No clasificado                                                     |
| Violeta   | Ret - No terminó (Carrera)                                              |
| Rojo      | DNQ - No se clasificó                                                   |
| Negro     | DSQ - Descalificado                                                     |
| Blanco    | DNS - No empezó (carrera)                                               |
| Blanco    | WD - Retirado (fin de semana)                                           |
| Blanco    | C - Carrera cancelada                                                   |
| Sin color | DNP - Inscrito pero no participó                                        |
| Sin color | INJ - Lesionado                                                         |
| Sin color | EX - Excluido                                                           |
| Estado    | Resultado                                                               |
| Negrita   | Pole position                                                           |
| Cursiva   | Vuelta rápida                                                           |
| †         | Abandona, pero clasifica al completar el porcentaje requerido para ello |